# Specific Absorption Rate
|  | Nogle eller alle af denne artikels kildehenvisninger er enten af tvivlsom kvalitet eller ikke sekundære/tertiære. Du kan afhjælpe dette ved at udskifte de angivne kilder med mere troværdige kilder. Se vejledning i Referencer. |

Specific Absorption Rate (SAR-værdi) er et mål for hvor meget varme, en mobiltelefon kan danne i en voksen krop. Varmen bliver målt i watt, der bliver afsat i et gram af din krop.

## Beregning
SAR kan beregnes ud fra det elektriske felt i stof som: 
{\displaystyle {\text{SAR}}=\int _{\textrm {sample}}{\frac {\sigma (\mathbf {r} )|\mathbf {E} (\mathbf {r} )|^{2}}{\rho (\mathbf {r} )}}d\mathbf {r} }
where 
{\displaystyle \sigma } er prøven af elektrisk resistivitet
{\displaystyle E} er den effektive værdi af det elektriske felt
{\displaystyle \rho } er massefylden af prøven